# سین-شومو-لیشیر

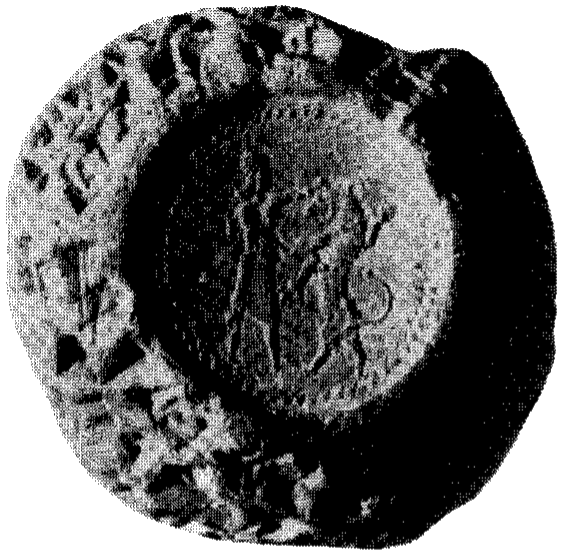
اثر مهر بدون تاریخ از یک پادشاه بی ریش آشوری، احتمالا سین شومو لیشیر.

سین-شومو-لیشیر (سین-شوم-لیشیر هم گفته می‌شود، Sin-šumu-lišir, Sin-šum-lišir) پادشاه بخشی از آشور در دوران امپراتوری آشوری نو بوده‌است.
اطلاعات موجود دربارهٔ وی بسیار اندک است؛ همان گونه که دربارهٔ شخصیت‌های آشوری همزمان با وی هم بدان گونه است. تا جایی که می‌دانیم، وی یکی از ژنرال‌های آشور-اتیل-ایلنی پادشاه آشور بوده‌است که بعدها تلاش کرده تا قدرت را از دست ولینعمت خود به در کند. وی ظاهراً فقط حدود یک سال، آن هم تنها بر بخشی از خاک آشور حکمرانی کرده‌است (احتمالاً فقط بر بخشی از بابل)، به نظر هم نمی‌رسد که حکومتش بیشتر از یک سال بوده باشد، چرا که منابع اطلاعاتی (در اینجا یعنی سالنامه‌های سلطنتی) فقط یک بار به نام وی اشاره می‌کنند. وی سرانجام توسط سین-شر-ایشکون از حکومت عزل شد.